# Ольга Блоцька
Ольга Блоцька (до шлюбу Терешко, біл. Вольга Блоцкая / Цярэшка; нар. 25 липня 1989, Молодечно, Мінська область, Білорусь) — білоруська футбольна арбітриня.

## Життєпис
У Молодечно розпочала займатися футболом у ДЮСШ-2. З 2006 по 2008 рік виступала за вітебський «Університет». Відзначилася в матчах за молодіжну збірну Білорусі. Через пошкодження меніска і проблеми зі зв'язками коліна була змушина завершити кар'єру гравчині. У 2009 році почала суддівську кар'єру відразу після того, як вилікувала коліно. Паралельно працює дитячою тренеркою у Молодечно в ДЮСШ-2.